# Nir Yusim
Nir Yusim (hebräisch ניר יוסים; * 17. Januar 1978) ist ein israelischer Badmintonspieler.

## Karriere
Nir Yusim gewann 1996 und 1997 die israelischen Juniorenmeisterschaften. 1998 war er bei den Israel International erfolgreich. 2000 siegte er erstmals bei den nationalen Titelkämpfen der Erwachsenen, dem er bis 2011 acht weitere Titelgewinne folgen ließ.

## Sportliche Erfolge
| Saison | Veranstaltung                   | Disziplin    | Platz | Name                             |
| ------ | ------------------------------- | ------------ | ----- | -------------------------------- |
| 1996   | Israel: Juniorenmeisterschaften | Herrendoppel | 1     | Nir Yusim / Boris Kroitor        |
| 1997   | Israel: Juniorenmeisterschaften | Herreneinzel | 1     | Nir Yusim                        |
| 1998   | Israel International            | Herrendoppel | 1     | Aivaras Kvedarauskas / Nir Yusim |
| 2000   | Israel: Einzelmeisterschaften   | Herrendoppel | 1     | Nir Yusim / Boris Kroitor        |
| 2001   | Israel: Einzelmeisterschaften   | Herreneinzel | 1     | Nir Yusim                        |
| 2001   | Israel: Einzelmeisterschaften   | Herrendoppel | 1     | Nir Yusim / Boris Kroitor        |
| 2003   | Israel: Einzelmeisterschaften   | Herrendoppel | 1     | Nir Yusim / Boris Kroitor        |
| 2004   | Israel: Einzelmeisterschaften   | Herreneinzel | 1     | Nir Yusim                        |
| 2005   | Israel: Einzelmeisterschaften   | Herrendoppel | 1     | Nir Yusim / Boris Kroitor        |
| 2006   | Israel: Einzelmeisterschaften   | Herrendoppel | 1     | Nir Yusim / Alexander Bass       |
| 2007   | Israel: Einzelmeisterschaften   | Herrendoppel | 1     | Nir Yusim / Alexander Bass       |
| 2007   | Israel: Einzelmeisterschaften   | Herreneinzel | 1     | Nir Yusim                        |
| 2011   | Israel: Einzelmeisterschaften   | Herrendoppel | 1     | Nir Yusim / Alexander Bass       |

## Referenzen
- Nir Yusim beim Badminton-Weltverband

| Personendaten    | Personendaten                 |
| ---------------- | ----------------------------- |
| NAME             | Yusim, Nir                    |
| ALTERNATIVNAMEN  | םיסוי רינ                     |
| KURZBESCHREIBUNG | israelischer Badmintonspieler |
| GEBURTSDATUM     | 17. Januar 1978               |